# Kagurazaka

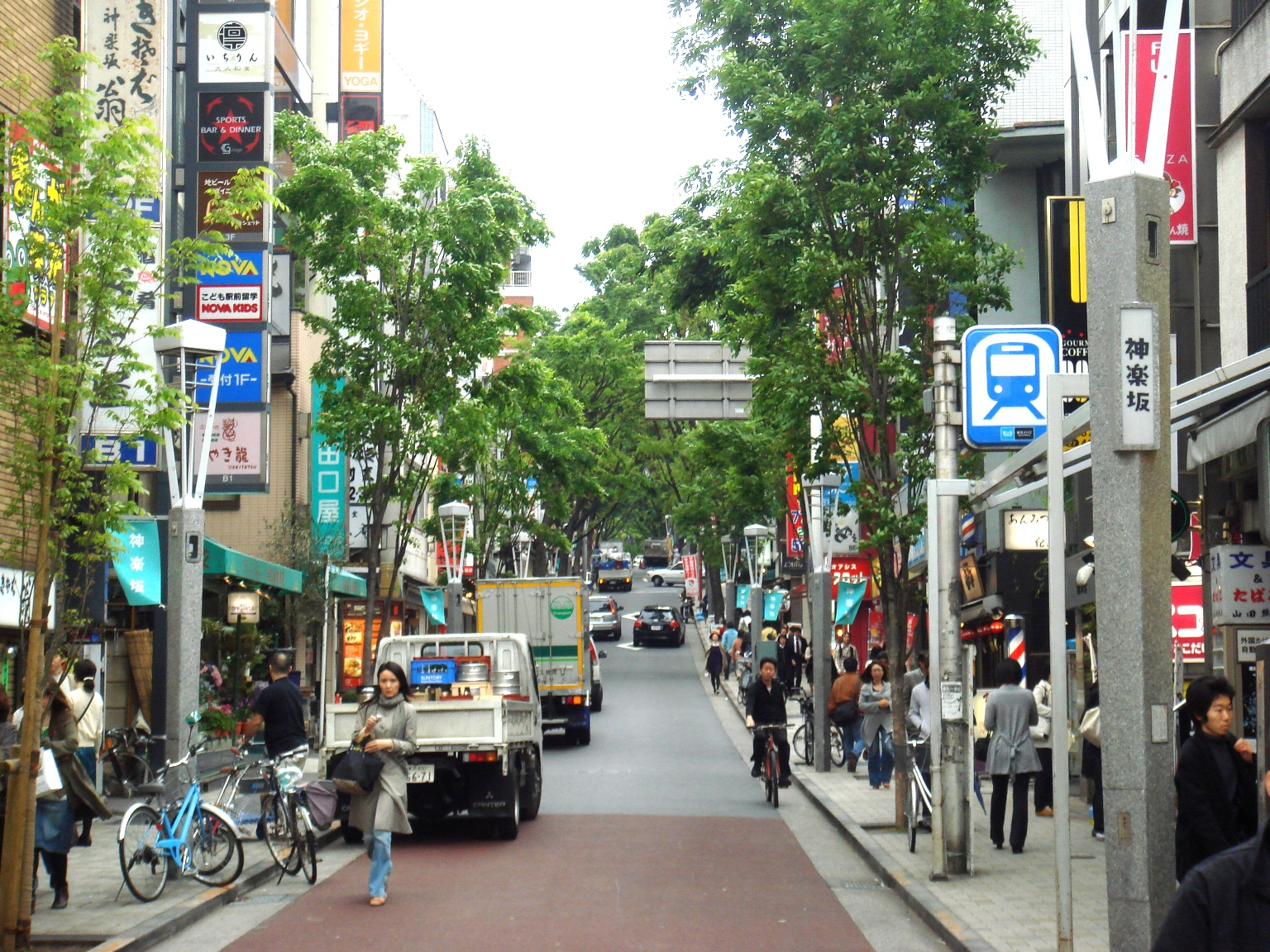
Gatuvy i Kagurazaka.

Kagurazaka (japanska: 神楽坂) är en del av Shinjuku stadsdel (Shinjuku-ku) i Tokyo. Området var en gång ett geisha-distrikt, vilket idag främst märks genom traditionella ryotei-restauranger och kimono-affärer. Området kallas ibland för Tokyos "lilla Paris" och blandar traditionella japanska restauranger och affärer med franska influenser i form av franska skolor och franska restauranger. I grannskapet finns många restauranger med stjärnor i Guide Michelin.